# Paul Moravec
Paul Moravec (2 de noviembre de 1957) es un compositor y profesor universitario estadounidense galardonado en 2005 con el Premio Pulitzer de Música por su obra Tempest Fantasy. Es miembro del departamento de composición de la Mannes School of Music así como profesor de la Universidad Adelphi de Nueva York. Entre sus composiciones se encuentran dos óperas: The Letter (2009) y The Shining (2016).

## Biografía
Moravec nació en Búfalo (Nueva York), asistió a la Escuela Lawrenceville, donde se graduó en 1975. En 1980 obtuvo una licenciatura en composición de la Universidad de Harvard. Durante su etapa universitaria actuó con el Harvard-Radcliffe Collegium Musicum, uno de los coros de Holden. Ganó el Premio de Roma y estudió en la Academia Americana de Roma después de graduarse. En 1982 recibió la Maestría en Música y el Doctorado en Artes Musicales en composición en 1987, ambos de la Universidad de Columbia. 
Moravec impartió clases en Dartmouth College (1987– 1996) y en el Hunter College (1997– 1998). Sufría de depresión clínicamente diagnosticada que empeoró durante el tiempo inmediatamente posterior a su salida del Dartmouth College, por lo que se sometió a terapia electroconvulsiva. Posteriormente se incorporó como profesor al departamento de música de la Universidad Adelphi. También enseñó composición en la Escuela de Música Mannes, contribuyendo a lo que The New York Times ha llamado un «renacimiento» de una institución que atravesó dificultades académicas y financieras en el Década de 1990.
En 2004, Moravec recibió el Premio Pulitzer de Música por su obra Tempest Fantasy. Este prestigioso premio elevó significativamente el perfil de Moravec, siendo designado para varias residencias. Fue nombrado nuevo compositor-miembro honorario del Círculo de Compositores de Nueva York en septiembre de 2006. También fue nombrado compositor residente para el año académico 2007-2008 en el Instituto de Estudios Avanzados de Princeton (Nueva Jersey).
Además de su Premio Pulitzer, Moravec ha recibido una Beca de Compositor del Fondo Nacional para las Artes, una beca de la Fundación Rockefeller, el Premio Charles Ives y los Premios Goddard Lieberson de composición estadounidense. Fue elegido miembro de la Sociedad Filosófica Estadounidense en 2010.

## Estilo musical
Moravec ha sido incluido en un grupo llamado «nuevos tonalistas» por el crítico Terry Teachout, quien los describe como compositores que «ni están avergonzados ni paralizados por la tradición. Más bien, la aceptan como un hecho». Así, según este análisis, su estilo es principalmente tonal y neorromántico. Sin embargo, el propio Moravec afirma:
El término 'nuevo tonalista' está un poco desactualizado simplemente por el paso del tiempo[.] Tuvo más relevancia hace unas décadas, cuando el modernismo tardío estaba agonizando o incluso muerto. Para mi trabajo, considero el término sólo como un punto de partida antes de considerar cada composición caso por caso. Como compositor, siempre trato de hacer cosas bellas y uso todas las técnicas y materiales que sean útiles para la composición particular en cuestión[.] Algunos de esos materiales son atonales o no tonales, pero el contexto armónico general de mi música se deriva de la tradición tonal, que después de todo es la lengua franca de la música occidental; esencialmente, Monteverdi para los Beatles y más allá.  
El crítico Jens F. Laurson describió Tempest Fantasy, la obra que le valió el Premio Pulitzer, como «música notablemente accesible. Pintoresca, convencionalmente hermosa a veces, pero sin complacer las expectativas armónicas más bajas de los oídos. [Es] música que funciona con todas las herramientas del taller del compositor[,] que sorprendentemente ha cambiado poco desde Bach, pero Moravec lo utiliza para crear música nueva». Nombró a Federico Mompou, Claude Debussy, Paul Hindemith, Francis Poulenc y Elliott Carter como claras influencias musicales en la música de Moravec. También notó una clara disparidad entre la música de Moravec y la de los compositores minimalistas Steve Reich, Philip Glass y John Adams.
El crítico Víctor Carr Jr. caracteriza el lenguaje musical de Moravec como «generalmente tonal, y aunque no es consistentemente melódico, siempre es accesible. Más que eso, es muy fascinante[.]» 

## Obra
El 2 de mayo de 2003 estrenó en la Biblioteca Morgan de Nueva York, Tempest Fantasy, inspirada en Shakespeare y ganadora del Premio Pulitzer de Música, una obra de cámara de 30 minutos compuesta para clarinete, violín, violonchelo y piano, interpretada por el clarinetista David Krakauer y el Trío Solisti, para quienes fue escrito. Otra de sus obras más aclamadas es Northern Lights Electric, estrenada en 1994 que combina una ilustración musical de la aurora boreal con una representación musical de luz eléctrica. En 1998 estrenó la cantata Fire/Ice/Air, que contrasta los viajes del capitán Robert Falcon Scott, en su expedición a la Antártida, y de Charles Lindbergh, en su vuelo transatlántico. Un oratorio, Blizzard Voices, sobre Schoolhouse Blizzard de 1888, fue encargado por la Ópera de Omaha y se estrenó allí en septiembre de 2008. Colaboró con Terry Teachout en The Letter, una ópera basada en la obra de 1927 de W. Somerset Maugham que fue estrenada en 2009 por la Ópera de Santa Fe. En 2016 estrenó en Minnesota la ópera The Shining (El resplandor), con libreto de Mark Campbell, basada en la novela homónima de Stephen King.